# Низькі широти
Низькі широ́ти, тропіки (англ. low latitude) — приекваторіальні області Землі, тобто територія приблизно між тропіками, тобто між 23,5° пн. ш. і 23,5° пд. ш. (або між 30° пд. і 30° пн. ш.). Поняття «низькі широти» є приблизним, тобто нема точного визначення, де проходять межі між низькими, середніми і високими широтами.
У низьких широтах розташований спекотний тепловий пояс. Кліматичні умови цих територій визначаються насамперед високими температурами, тому тут розташовані екваторіальний кліматичний пояс та субекваторіальні перехідні кліматичні пояси. Екваторіальний клімат є спекотним і вологим протягом року, тут немає виражених сезонів, погода однакова увесь рік. У субекваторіальному кліматі також спекотно протягом року, однак тут виражені два сезони: сухий і вологий.